# Асбест
 Тази статия е за града в Русия.  За материала вижте Азбест.  
Асбѐст (на руски: Асбест) е град в Свердловска област, Русия. Населението на града през 2010 г. е 64 091 души.

## История
Селището е основано през 1889 г., а през 1933 г. получава статут на град.

## География
Градът е разположен по източния склон на Среден Урал, по брега на река Рефт. Намира се на 220 m н.м., на 86 km североизточно от град Екатеринбург.

## Икономика
В района на града, близо до жп станцията Баженово, през 1880-те години е открито голямо находище на влакнестия минерал азбест, откъдето идва името на селището (азбест на руски е асбѐст). В града действат 6 азбестови фабрики, както и други свързани производства.